# Antonio Puerta
Antonio José Puerta Pérez (Sevilla, 26 november 1984 – aldaar, 28 augustus 2007) was een Spaans profvoetballer. Hij speelde van 2004 tot 2007 als middenvelder of linksback bij Sevilla FC.

## Clubvoetbal
Na enkele seizoenen bij Sevilla Atlético, het tweede elftal van Sevilla FC, te hebben gespeeld, debuteerde Puerta op 21 maart 2004 tegen Málaga CF in het eerste elftal in de Primera División. Met Sevilla FC won de middenvelder in 2006 de UEFA Cup en de Europese Supercup. In de halve finale van de UEFA Cup tegen FC Schalke 04 scoorde hij in de verlenging het beslissende doelpunt.
In het seizoen 2006/2007 werd Puerta een vaste waarde en hij won met Sevilla FC een tweede UEFA Cup door na strafschoppen Espanyol te verslaan. Hij was een van de drie spelers van Sevilla FC die hun strafschop benutte. Kort na de winst van de UEFA Cup werd bovendien de Copa del Rey veroverd ten koste van Getafe.

### Statistieken
| seizoen | club         | land    | competitie       | wed. | goals |
| ------- | ------------ | ------- | ---------------- | ---- | ----- |
| 2002/04 | Sevilla FC B | Spanje  | Tercera División | 40   | 4     |
| 2003/04 | Sevilla FC   | Spanje  | Primera División | 1    | 0     |
| 2004/05 | Sevilla FC   | Spanje  | Primera División | 6    | 1     |
| 2005/06 | Sevilla FC   | Spanje  | Primera División | 17   | 2     |
| 2006/07 | Sevilla FC   | Spanje  | Primera División | 30   | 2     |
| 2007/08 | Sevilla FC   | Spanje  | Primera División | 1    | 0     |
|         | totaal:      | totaal: | totaal:          | 95   | 9     |

### Erelijst
- UEFA Cup: 2006, 2007
- UEFA Super Cup: 2006
- Spaanse Super Cup: 2007
- Copa del Rey: 2007
- Licursi Cup: 2007

## Nationaal elftal
Puerta debuteerde op zaterdag 7 oktober 2006 in het Spaans nationaal elftal. In een wedstrijd tegen Zweden verving hij na 52 minuten Joan Capdevila. Hij scoorde niet en het zou zijn enige interland zijn.

## Overlijden
Op zaterdag 25 augustus 2007 kreeg Puerta tijdens de eerste competitiewedstrijd van Sevilla FC tegen Getafe CF op het veld een hartstilstand. Hij viel na ongeveer 35 minuten spelen op de grond en bleef bewegingsloos liggen. Zijn teamgenoten en de medische staf hadden direct in de gaten dat er iets ernstigs aan de hand was en Ivica Dragutinović voorkwam onder meer dat Puerta een ademstilstand zou krijgen. Na een behandeling kon hij op eigen kracht het veld verlaten, maar in de kleedkamer kreeg Puerta wederom een hartstilstand. In totaal zou de voetballer liefst vijfmaal een hartstilstand hebben gehad en elke keer slaagde een arts erin zijn hart weer op gang te brengen. Puerta werd direct overgebracht naar de intensive care van het ziekenhuis Virgen del Rocío in Sevilla. Hij werd vervolgens kunstmatig in coma gehouden en zijn situatie leek aanvankelijk te verbeteren. Op dinsdag 28 augustus maakten dokters van het Hospital Virgen del Rocío bekend dat de situatie van Puerta was verslechterd. Er was progressie opgetreden van hersenschade ten gevolge van een zuurstoftekort door de hartstilstand en daarnaast was er sprake van meervoudig orgaanfalen door de langdurige hartstilstanden. Later op de dag werd bekendgemaakt dat Puerta was overleden aan de gevolgen van een hartstilstand. Antonio Puerta is 22 jaar oud geworden.
De medisch directeur van het Hospital Virgen del Rocío maakte op een persconferentie bekend dat de oorzaak van Puerta's hartstilstand aritmogene cardiomyopathie van zijn rechterhartkamer was, een zogenaamde aritmogene rechterventrikeldysplasie.
Voor de EK-kwalificatiewedstrijd tussen IJsland en Spanje gaf de Europese voetbalbond UEFA Spanje toestemming om met de naam 'Antonio Puerta' op het shirt te spelen. De Spaanse bond diende dit voorstel om de overleden speler een eerbetoon te bewijzen. Eerder deden Sevilla FC en AC Milan al hetzelfde in een duel om de UEFA Supercup.
Op het EK van 2008 won Spanje het toernooi, Sergio Ramos droeg een T-shirt onder zijn wedstrijdshirt met een foto van Puerta. Hij deed hetzelfde op het WK 2010 en het EK 2012.
Op 23 oktober 2007 beviel de vriendin van Puerta van een zoon.